# Melica stuckertii
Melica stuckertii är en gräsart som beskrevs av Eduard Hackel. Melica stuckertii ingår i släktet slokar, och familjen gräs. Inga underarter finns listade i Catalogue of Life.